# Обикновена делфинова риба
Обикновената делфинова риба, още Дорадо, Махи-махи или Корифена (Coryphaena hippurus) е вид бодлоперка от семейство Coryphaenidae. Видът не е застрашен от изчезване.

## Разпространение и местообитание
Разпространен е в Австралия, Американска Самоа, Американски Вирджински острови, Ангола, Ангуила, Антигуа и Барбуда, Аруба, Асенсион и Тристан да Куня, Бангладеш, Барбадос, Бахамски острови, Белиз, Бенин, Бермудски острови, Бонер, Босна и Херцеговина, Бразилия, Британски Вирджински острови, Бруней, Вануату, Венецуела (Авес), Виетнам, Габон, Галапагоски острови, Гамбия, Гана, Гваделупа, Гватемала, Гвиана, Гвинея, Гвинея-Бисау, Гибралтар, Гренада, Гуам, Гърция, Демократична република Конго, Джибути, Доминика, Доминиканска република, Еквадор, Екваториална Гвинея, Западна Сахара, Йемен, Индия, Индонезия, Ирак, Иран, Испания, Италия, Кабо Верде, Кайманови острови, Камбоджа, Камерун, Канада (Нова Скотия и Ню Брънзуик), Кения, Кирибати, Китай, Кокосови острови, Колумбия (Малпело), Коморски острови, Коста Рика, Кот д'Ивоар, Куба, Кюрасао, Либерия, Либия, Ливан, Мавритания, Мавриций, Мадагаскар, Малайзия (Западна Малайзия, Сабах и Саравак), Малдиви, Малта, Мароко, Мартиника, Маршалови острови, Мексико, Мианмар, Микронезия, Мозамбик, Монако, Монсерат, Намибия, Науру, Нигерия, Никарагуа, Ниуе, Нова Зеландия, Нова Каледония, Оман, Остров Рождество, Остров Света Елена, Острови Кук, Пакистан, Палау, Панама, Папуа Нова Гвинея, Перу, Питкерн, Провинции в КНР, Пуерто Рико, Реюнион, Саба, Салвадор, Самоа, Сао Томе и Принсипи, Саудитска Арабия, САЩ (Алабама, Вашингтон, Вирджиния, Делауеър, Джорджия, Калифорния, Кънектикът, Луизиана, Масачузетс, Мейн, Мериленд, Ню Йорк, Ню Хампшър, Род Айлънд, Северна Каролина, Тексас, Флорида, Хавайски острови и Южна Каролина), Свети Мартин, Северни Мариански острови, Сейнт Винсент и Гренадини, Сейнт Китс и Невис, Сейнт Лусия, Сейшели, Сен Естатиус, Сенегал, Сиера Леоне, Сингапур, Синт Мартен, Соломонови острови, Сомалия, Суринам, Тайван, Тайланд, Танзания, Того, Токелау, Тонга, Тринидад и Тобаго, Тувалу, Тунис, Търкс и Кайкос, Уолис и Футуна, Уругвай, Фиджи, Филипини, Франция, Френска Гвиана, Френска Полинезия, Хаити, Хондурас, Хонконг, Хърватия, Шри Ланка, Южна Африка, Ямайка и Япония.
Обитава крайбрежията на полусолени водоеми, океани, морета и заливи в райони с тропически, умерен и субтропичен климат.

## Описание
На дължина достигат до 2,1 m, а теглото им е максимум 40 kg.
Продължителността им на живот е около 4 години. Популацията на вида е стабилна.